# Freist
Freist este o comună din landul Saxonia-Anhalt, Germania.